# 羅傑·馬里斯
羅傑·尤金·馬里斯（英語：Roger Eugene Maris，1934年9月10日—1985年12月14日）為美國職棒大聯盟的外野手。生涯曾效力過印地安人、運動家、洋基與紅雀等隊。他最廣為人知的事蹟，就是在1961年以單季61轟打破「棒球之神」貝比·魯斯創下的單季60轟紀錄，這項紀錄直到1998年才再度被打破。

## 生平

### 職業生涯

#### 克里夫蘭印地安人
1957年4月16日，馬里斯登上大聯盟。他在兩天後擊出大聯盟首轟，而且是一發滿貫全壘打。最後馬里斯在菜鳥球季擊出14轟。1958年6月15日，他在印地安人出賽51場比賽敲出9轟之後，球隊將他交易至運動家隊。

#### 堪薩斯市運動家
1958年的剩餘球季，馬里斯在運動家隊出賽99場比賽，敲出19支全壘打。1959年，他出賽122場比賽並敲出16轟。他在下半季動了闌尾切除術，缺席45場比賽。他也在這一年入選了年度第2場明星賽。在1950年代晚期，運動家隊常常將年輕新秀交易給洋基隊，而馬里斯也逃不過被交易的命運。1959年12月，運動家隊與洋基隊進行了7人交易案，運動家方面將馬里斯、Kent Hadley與Joe DeMaestri交易至洋基隊，換來漢克·鮑爾、唐·拉森、Norm Siebern與Marv Throneberry等四名球員。

#### 紐約洋基
1960年，馬里斯在他加入洋基隊的首場比賽就敲出4支安打，其中包含2支全壘打。他也入選這一年的兩場明星賽。該年球季，他的長打率、打點與長打數都是聯盟第一。而他的打擊率為2成83，另有39發全壘打。他在這一年同時囊括美聯MVP與金手套兩項大獎。這一年洋基順利闖進世界大賽，不過最後洋基卻與海盜鏖戰7場比賽後，被比爾·馬澤羅斯基敲出再見全壘打輸球。
1961年
這一年大聯盟在美聯擴編了兩支球隊，分別是洛杉磯天使隊與華盛頓參議員隊（今遊騎兵隊）。當時聯盟強迫美聯的其他8支球隊，必須要透過擴張選秀的方式分配球員給這兩支新球隊，不過洋基隊的戰績並未因此受到影響。這一年，美聯也將整個賽季從154場比賽拉長至162場比賽，國聯則是在隔年跟進此制度。當時還有記者問到，馬里斯是否會因為賽制而打破魯斯的全壘打紀錄，不過馬里斯當時認為，許多球員連單季50轟都很難達成了，更何況是60轟。

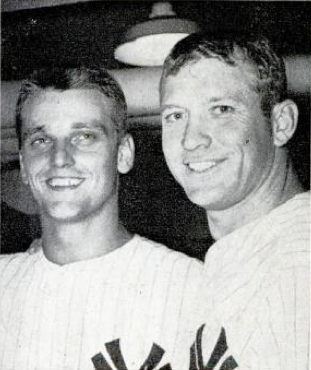
馬里斯(圖左)與米奇·曼托，攝於1961年

1960年，洋基隊的米奇·曼托、尤吉·貝拉、馬里斯與比爾·史柯隆就聯手敲出165發全壘打。1961年隨著賽制延長，許多人都認為這四名球員能寫下新紀錄。1961年球季中段，大家發現馬里斯和曼托都有機會挑戰魯斯的60轟紀錄。不過當時所有人，包含紐約當地媒體，都希望這項紀錄是由貝拉來打破，因為他們認為馬里斯不是「純正的洋基人」。後來曼托因傷退出全壘打的競爭行列，馬里斯也成為洋基唯一一位有機會打破紀錄的球員。
為了維持舊紀錄的權威性，當時的大聯盟理事長Ford Frick（他同時也是魯斯以前的好友）甚至在球季中做出規定：只要是在154場以後所創的任何大聯盟紀錄，都必須加註「星號」以示區別。
在洋基隊的第154場比賽為止，馬里斯總共敲出59轟。1961年10月1日，馬里斯敲出本季的第61發全壘打。這一年馬里斯不僅拿下美聯年度MVP，還贏得了希科克帶獎(此獎每年都會選出表現傑出的運動員)。不過當時大家都不願承認馬里斯的紀錄，當時排山倒海的壓力不僅讓馬里斯掉髮嚴重，他還一度罹患憂鬱症。後來在1991年，大聯盟取消星號註記，正式承認馬里斯的紀錄。
1962年–1966年
1962年，馬里斯連續四年都入選明星賽，他也達成連續七屆入選明星賽的成就。1962年世界大賽第7場，當時洋基隊僅以1比0領先巨人隊。而馬里斯不僅接殺威利·梅斯可能形成安打的飛球，還刺殺準備從三壘回來得分的跑者。最終也幫助洋基隊拿下世界大賽冠軍。
1963年，馬里斯只出賽90場比賽，並敲出23發全壘打。他在1963年世界大賽的第2場比賽受傷，最終洋基隊輸給道奇隊，無緣奪冠。
1964年，馬里斯出賽141場比賽，打擊率2成81，敲出26轟。他在1964年世界大賽的第6場比賽開轟，不過洋基隊最後沒能奪冠。1965年，馬里斯為了清除手中的骨頭碎片造成球季提前結束。1966年，馬里斯因為傷勢影響表現逐漸下滑。最後洋基隊在12月8日將他交易至紅雀隊，換來Charley Smith。

#### 聖路易紅雀
在個人職業生涯的最後2年，馬里斯幫助紅雀隊在1967年與1968年都拿下國聯冠軍，而他在1967年世界大賽的打擊率為3成85，1轟與7分打點，可說是他生涯在世界大賽的最佳表現，這也讓他拿下生涯第三冠。

### 晚年
退休後，馬里斯和其兄弟經營啤酒事業。當時百威啤酒在佛羅里達州有經銷權，紅雀隊和安海斯-布希的老闆Gussie Busch也邀請馬里斯加入他的公司合作。此外馬里斯也有在高中球隊做教學。
1983年，馬里斯罹患非霍奇金氏淋巴瘤。他在1985年12月14日於休士頓的安德森醫院去世，享年51歲。他被葬在北達科他州法哥的聖十字公墓（Holy Cross Cemetery）。

## 生涯成績
| 出賽次數 | 打席 | 打數 | 得分 | 安打 | 二安 | 三安 | 全壘打 | 打點 | 盜壘 | 保送 | 三振 | 打擊率 | 長打率 | 上壘率 | 守備率 |
| -------- | ---- | ---- | ---- | ---- | ---- | ---- | ------ | ---- | ---- | ---- | ---- | ------ | ------ | ------ | ------ |
| 1463     | 5847 | 5101 | 826  | 1325 | 195  | 42   | 275    | 850  | 21   | 652  | 733  | .260   | .476   | .345   | .982   |

## 其他
- 1984年7月22日，洋基隊宣布將馬里斯穿過的9號球衣正式退休。當時馬里斯穿著9號球衣，與另一位洋基傳奇球星艾爾史東·霍華德一同被洋基退休背號。[22]
- 2005年，由於索沙、麥奎爾與邦茲禁藥纏身，因此北達科他州的參議員甚至請求大聯盟，將馬里斯的單季61轟紀錄定為大聯盟單季最多全壘打的紀錄。[23]
- 2011年9月24日，為了紀念馬里斯打破紀錄50週年，洋基體育場也舉辦了紀念活動。[24]

## 外部連結
- 羅傑·馬里斯在美國職棒官網（英语）
- 羅傑·馬里斯在Baseball-Reference.com（大聯盟）（英语）
- 羅傑·馬里斯在Baseball-Reference.com（小聯盟以及海外聯盟）（英语）
- 羅傑·馬里斯在ESPN（MLB）（英语）
- 羅傑·馬里斯在FanGraphs.com（英语）
- 羅傑·馬里斯在Retrosheet（英语）
- 羅傑·馬里斯在SABR（英语）
- 羅傑·馬里斯在The Baseball Cube（英语）
- 羅傑·馬里斯在台灣棒球維基館上的頁面（繁體中文）